# Metropolitan Line
La Metropolitan Line és una línia de ferrocarril de trànsit ràpid del Metro de Londres (en anglès, London Underground), que apareix al mapa (the Tube map) de color magenta. La línia circula des de l'estació d'Algate i mor a diferents estacions. El traçat de la línia és soterrat de baixa profunditat.
Aquesta línia, que s'inaugurà el 10 de gener de 1863, és coneguda pel fet que ès el primer ferrocarril metropolità soterrat del món (algunes seccions de les quals actualment formen part d'altres línies de metro com Hammersmith & City, District i Circle).
La secció inicial transcorre principalment per túnel, des de Baker Street fins a Finchley Road, en superfície. De les 34 estacions actuals només 9 estan soterrades. Actualment és la línia menys utilitzada del metro de Londres, per la longitud de via, tot i que antigament fou de les principals del sistema.